# Bestwig
Bestwig è un comune di 10 556 abitanti della Renania Settentrionale-Vestfalia, in Germania.
Appartiene al distretto governativo (Regierungsbezirk) di Arnsberg ed al circondario dell'Alto Sauerland.